# Bra Miljöval
Bra Miljöval är Naturskyddsföreningens egen miljömärkning. Genom märkningen vägleds konsumenter att hitta de produkter som är minst skadliga för miljön. Med miljö och hälsa i tankarna ställer Naturskyddsföreningen miljökrav för de produkter som ska få använda miljömärkningen. Symbolen består av en stiliserad pilgrimsfalk i en cirkel. Falken räddades av Naturskyddsföreningens artprojekt Pilgrimsfalk i samarbete med Nordens Ark.
Bra Miljöval är en tredjepartscertifiering, dvs en oberoende märkning som inte är kopplad till säljaren eller köparen. Märkningen är den enda i Sverige som drivs av en miljöorganisation.

## Områden
Inom följande områden finns varor och tjänster märkta med Bra Miljöval:

### Elenergi
El som är märkt Bra Miljöval ska 
- komma från förnybara energikällor såsom sol, vind, vatten eller biobränslen
- komma från godkända elproduktionsanläggningar som lever upp till ställda miljökrav
- inte innehålla kärnkraft, kolkraft eller naturgas
- avsätta pengar till energieffektiviserings- och miljöprojekt

### Livsmedelsbutiker
En butik som märks med Bra Miljöval
- har ett stort basutbud av ekologiska livsmedel
- har ett stort utbud av miljömärkta kemiska produkter
- väljer bort vissa produkter, till exempel jätteräkor och andra produkter som är dåliga ur miljösynpunkt
- genomför ett gediget eget miljöarbete som granskas årligen

Idag finns livsmedelsbutiker märkta med Bra Miljöval inom Willys och ICA.

### Transporter
Bra Miljöval märker persontransporter och lokala godstransporter. Dessa ska uppfylla en mängd miljökrav ur ett livscykelperspektiv. Dessutom ställs krav på att förare av lokala godstransporter ska omfattas av arbetsrättsliga villkor. Mycket kortfattat ska transporter märkta med Bra Miljöval: 
- ha en låg klimatpåverkan,
- ha låga miljö- och hälsofarliga utsläpp till både luft och vatten,
- bidra till att det vid produktionen av fordon och drivmedel tas större hänsyn till miljö- och sociala värden.

### Kemiska produkter
- För kemiska produkter gäller bland annat att:
- Ämnen som ingår i produkterna har en låg giftighet i vattenmiljön och uppfylla hårda krav på nedbrytbarhet.
- Ämnen som misstänks orsaka cancer eller fortplantningsskador är inte tillåtna.
- Hormonstörande ämnen på SIN-listan 2.0 samt de ämnen som upptagits på SIN-listan 2014-10-08 på grund av hormonstörande egenskaper är inte tillåtna.
- Högfluorerade ämnen (PFAS) och cykliska siloxaner tillåts inte.
- Allergiframkallande konserveringsmedel är inte tillåtna
- Allergirisker minimeras genom strikta krav på parfymer och växtextrakt.
- Krav ställs på produkternas förpackningar, för att minimera miljöpåverkan och gynna ett effektivt resursutnyttjande.

### Kosmetiska produkter
- För kosmetiska produkter gäller att:
- Ämnen som ingår i produkterna har en låg giftighet i vattenmiljön och uppfylla hårda krav på nedbrytbarhet.
- Ämnen som misstänks orsaka cancer eller fortplantningsskador är inte tillåtna.
- Hormonstörande ämnen på SIN-listan 2.0 samt de ämnen som upptagits på SIN-listan 2014-10-08 på grund av hormonstörande egenskaper är inte tillåtna.
- Högfluorerade ämnen (PFAS) och cykliska siloxaner tillåts inte.
- Allergiframkallande konserveringsmedel, till exempel MIT och CMIT, är inte tillåtna.
- Allergirisker minimeras genom strikta krav på de parfymer och växtextrakt som ingår.
- Krav ställs på produkternas förpackningar, för att minimera miljöpåverkan och gynna ett effektivt resursutnyttjande.

### Värme
När en konsument köper fjärrvärme märkt med Bra Miljöval ska leverantören enligt avtalet producera samma mängd miljömärkt fjärrvärme som konsumenten förbrukar. Bra Miljöval kräver bland annat att
- värmen kommer från förnybara källor, t.ex. FSC-certifierat skogsbränsle
- det går att ta reda på varifrån bränslet kommer

### Försäkringar
Bra Miljöval märker även försäkringar för bil och småhus (villa, sommarstuga osv.). För att en försäkring ska vara märkt med Bra Miljöval gäller att:
- försäkringspremier investeras i hållbara branscher istället för t.ex. vapenindustri och fossila bränslen.
- utsläpp och användning av skadliga kemikalier begränsas vid skadereglering.
- energianvändning och resursförbrukning är begränsad, både vid reparationen och efter att skadan är åtgärdad.
- försäkringstagaren får tydlig information om hur hen kan minska sin miljöpåverkan.[2]

2011 fick Folksam som första försäkringsbolag i Sverige sina försäkringar för bil och småhus märkta med Bra Miljöval.

### Biobränslen
Både småskaliga biobränslen (t.ex. grillkol och tändpapper) och storskaliga biobränslen (t.ex. biogas och flytande drivmedel för fordon) kan märkas med Bra Miljöval. I september 2017 fanns märkta produkter inom biogas, träpellets, grillkol, briketter, tändpapper och tändkuber. Detsamma gäller för 2019. För att ett biobränsle ska kunna märkas med Bra Miljöval krävs bland annat att:
- Den sammanlagda mängden fossil energi som används i hela livscykeln är mycket begränsad.
- Inga miljö- eller hälsofarliga kemikalier är tillsatta i produkten.
- Bränslet inte innehåller palmolja, palmoljeprodukter, genmodifierat material eller träråvara från hotade områden.
- All träråvara är spårbar, kontrollerad och certifierad med FSC.

### Mobilabonnemang
Målet med kriterierna för Bra Miljöval mobilabonnemang är att minska miljöbelastningen genom ökad energieffektivisering, gynna en förlängd användningstid, främja återanvändning och öka miljöriktig återvinning. Därför ställs följande krav: 
- Att mobilnätet drivs med Bra Miljöval-märkt el.
- Att abonnenten ges incitament att använda sin mobiltelefon längre.
- Att abonnenten ges möjlighet att lämna in sin fungerande mobiltelefon för återbruk.
- Att abonnenten ges möjlighet att lämna sin uttjänta mobiltelefon till återvinning.
- Att abonnemangssäljare erbjuder avtal där mobiltelefonen kan repareras enkelt och kostnadseffektivt.
- Att abonnenten vid förnyelse av abonnemang ges incitament att återanvända en existerande telefon.
- Att licenstagaren arbetar systematiskt för att återbruka och materialåtervinna även annan elektronisk utrustning.
- Att abonnemangssäljare informerar sina kunder om hur de kan minska sin miljöbelastningen kopplad till mobiltelefonen.